# Dezember 2002
Portal Geschichte | Portal Biografien | Aktuelle Ereignisse | Jahreskalender | Tagesartikel

◄ |
20. Jahrhundert |
21. Jahrhundert

◄ |
1970er |
1980er |
1990er |
2000er
| 2010er | 2020er | 2030er | ►

◄ |
1998 |
1999 |
2000 |
2001 |
2002
| 2003 | 2004 | 2005 | 2006 | ►

◄ |
September 2002 |
Oktober 2002 |
November 2002 |
Dezember 2002 |
Januar 2003 |
Februar 2003 |
März 2003 |
►
Dieser Artikel behandelt tagesbezogene Nachrichten und Ereignisse im Dezember 2002.

## Tagesgeschehen

### Montag, 2. Dezember 2002
- Caracas/Venezuela: Gewerkschafts- und Unternehmerverbände rufen den Generalstreik aus, um Präsident Hugo Chávez zu stürzen, der in dem südamerikanischen Staat den Sozialismus des 21. Jahrhunderts verwirklichen möchte.[1]
- Den Haag/Deutschland: Teile der portugiesischen Kronjuwelen werden bei einem Kunstraub aus dem Museon entwendet.[2]

### Dienstag, 3. Dezember 2002
- Yokohama/Japan: Der Fußball-Weltpokal für Vereinsmannschaften geht nach einem 2:0-Sieg gegen den paraguayischen Club Olimpia aus Asunción an Real Madrid.[3]

### Mittwoch, 4. Dezember 2002
- Ostküste/Vereinigte Staaten: Ein starker Wintersturm verursacht großflächige Stromausfälle in den Ostküstestaaten. 20 Menschen sterben durch die Auswirkungen des Sturms.[4]

### Samstag, 7. Dezember 2002

Logo von Petróleos de Venezuela

- Caracas/Venezuela: Während der Erdölvorrat der staatlichen Ölgesellschaft Petróleos de Venezuela wegen des gemeinsamen Streiks der Gewerkschaften CTV und Fedecámaras zur Neige geht, erklärt Staatspräsident Hugo Chávez, der vor zwei Jahren die „Bolivarische Revolution“ ausrief und der Adressat der Kritik der Streikenden ist, das Scheitern des „Putschversuchs“. Unterhändler von Regierung und Opposition kehren unterdessen an den Verhandlungstisch zurück, um die Krise zu überwinden.[5]
- Edinburgh/Vereinigtes Königreich: In der zum Weltkulturerbe der Stadt gehörigen Straße Cowgate bricht ein Großfeuer aus. 13 Gebäude fallen dem Feuer zum Opfer, die Löscharbeiten dauern Tage an.[6]
- Amsterdam/Niederlande: Die Werke Seebad Scheveningen und Die Gemeinde verlässt die reformierte Kirche in Nuenen von Vincent van Gogh werden aus dem Van Gogh Museum gestohlen. Die Diebe der auf mehrere Millionen Euro geschätzten, unversicherten Bilder kamen mutmaßlich über das Dach ins Gebäude. 2016 werden sie in Neapel sichergestellt.[7][8]

### Sonntag, 8. Dezember 2002
- Wuppertal/Deutschland: Die Bergische Synagoge wird in Anwesenheit von Bundespräsident Johannes Rau, des israelischen Staatspräsidenten Mosche Katzav und des Vorsitzenden des Zentralrates der Juden in Deutschland, Paul Spiegel, eingeweiht.

### Montag, 9. Dezember 2002
- Genf/Schweiz: Die Regierung Indonesiens unter Megawati Sukarnoputri und Vertreter der Bewegung Freies Aceh beenden zweitägige Diskussionen, an deren Ende eine gemeinsame Erklärung steht. In dieser wird ein „demokratischer Austausch“ unter „Berücksichtigung aller Mitglieder der Gesellschaft in der Provinz Aceh“ angekündigt. Die Provinz ist Schauplatz einer starken, mit Gewaltanwendung verbundenen Befreiungsbewegung zur Erlangung der Unabhängigkeit von Indonesien.[9]

### Dienstag, 10. Dezember 2002
- Rotenburg an der Fulda/Deutschland: Die Polizei durchsucht das Haus von Armin Meiwes und findet dabei die tiefgekühlten Überreste von Bernd Jürgen Armando Brandes. Den Hinweis auf Meiwes gab ein Student aus Innsbruck aufgrund eines verdächtigen Inserats des Kannibalen im Internet. Meiwes, der die Tötung und das Verspeisen der Leichenteile von Brandes auch filmte, wird verhaftet.[10]
- Satellitenorbit: Der Satellit Astra 1K tritt nach einer gescheiterten Mission in die Erdatmosphäre über dem Pazifik ein und verglüht.

### Mittwoch, 11. Dezember 2002
- Kourou/Französisch-Guayana: Eine im Raumfahrtzentrum Guayana gestartete Ariane 5 ECA, welche die zwei Kommunikationssatelliten Hot Bird 7 und Stentor Alliance ins All bringen sollte, muss nach dem Start gesprengt werden.[11]

### Freitag, 13. Dezember 2002
- Kopenhagen/Dänemark: Der EU-Gipfel beschließt die Aufnahme von zehn neuen Mitgliedern zum 1. Mai 2004. Alle Länder liegen östlich der Linie Schweden-Deutschland-Österreich-Italien.[12]

### Samstag, 14. Dezember 2002
- Ärmelkanal: Nach der Kollision mit dem Containerschiff Kariba sinkt der Autotransporter Tricolor.
- Robertsport/Liberia: Auf dem Piso-See kentert die hölzerne Fähre Papa Friends 2000, welche mit bis zu 200 Passagieren besetzt war. Nur 15 Menschen können gerettet werden, darunter der Kapitän.[13]

### Freitag, 20. Dezember 2002

In Schwarz die Inflationsrate der Eurozone der Jahre 2001 und 2002, monatlich 2 % bis 3 %

- Wiesbaden/Deutschland: „Teuro“ als Bezeichnung für die nach privater Ansicht vieler Menschen hohe Inflationsrate seit der Einführung des Eurobargelds lautet für die Gesellschaft für deutsche Sprache das Wort des Jahres in Deutschland. Wissenschaftler wiesen mehrmals darauf hin, dass in der so genannten „Eurozone“ keine außerordentliche Inflation herrsche.[14]

### Samstag, 21. Dezember 2002
- Kabul/Afghanistan: Während eins Erkundungsfluges kommen sieben Soldaten der Bundeswehr beim Absturz ihres Hubschraubers vom Typ Sikorsky CH-53 nahe der afghanischen Hauptstadt ums Leben.[15]

### Montag, 23. Dezember 2002
- Jerusalem/Israel: Ministerpräsident Ariel Sharon beschuldigt in einer TV-Sendung Syrien, für den Irak Massenvernichtungswaffen zu verstecken.[16]
- Ljubljana/Slowenien: Janez Drnovšek wird als Präsident vereidigt.
- Nyŏngbyŏn-gun/Nordkorea: Entfernung der Kontrollkameras im 1994 stillgelegten Atomreaktor Yongbyon.
- Podgorica/Montenegro: Die Wahl des Staatspräsidenten scheitert an zu geringer Wahlbeteiligung.

### Mittwoch, 25. Dezember 2002

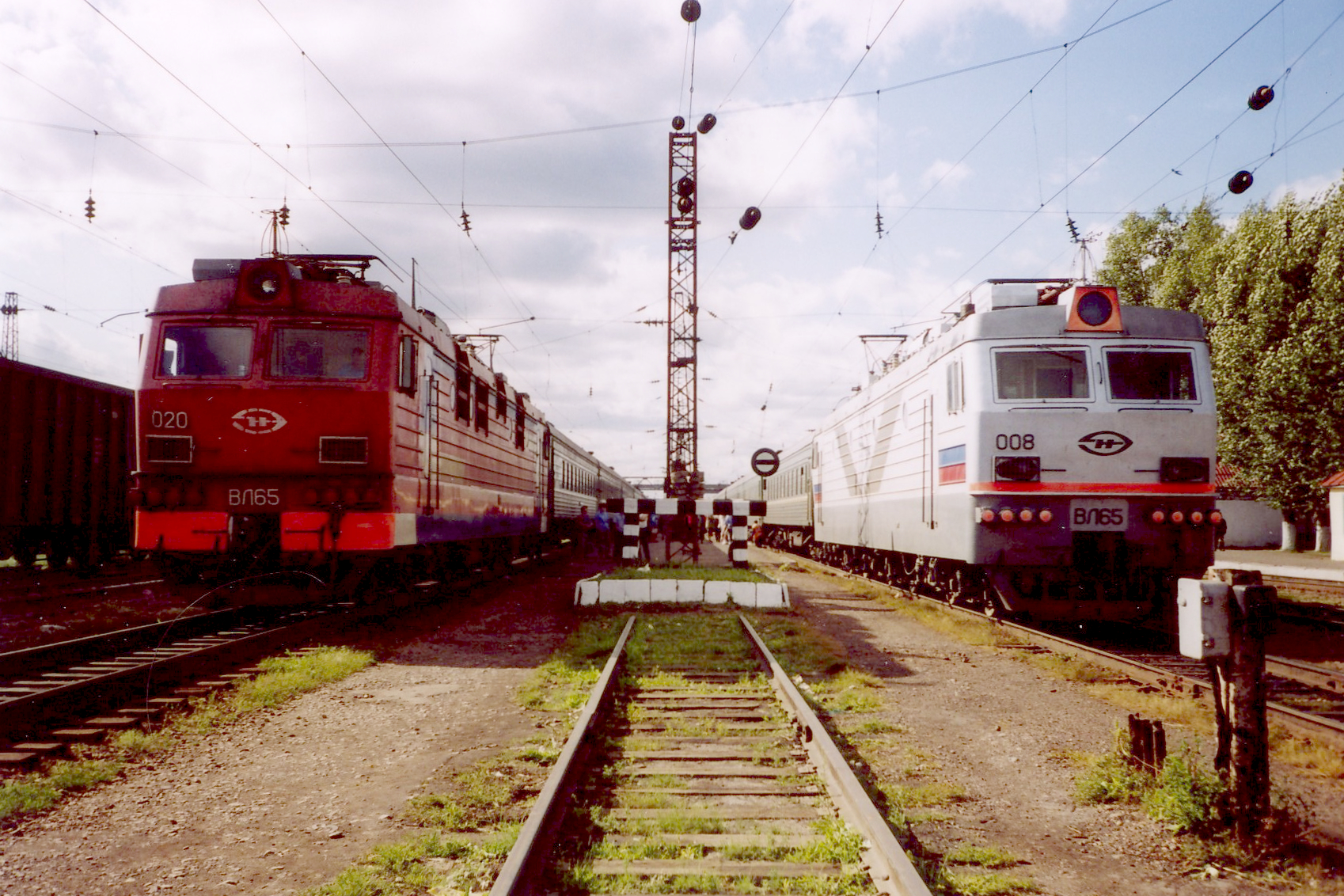
Transsib-Elektrolokomotiven

- Moskau, Wladiwostok/Russland: Nach 74 Jahren Arbeit ist die Transsibirische Eisenbahn von Moskau bis Wladiwostok durchgängig elektrifiziert.

### Donnerstag, 26. Dezember 2002
- Pakistan: Ein Anschlag auf eine Kirche fordert drei Tote.
- Washington, D.C./Vereinigte Staaten: Basierend auf den Aussagen von Mitarbeitern der CIA enthüllt die Zeitung Washington Post die Verhörmethoden des amerikanischen Geheimdiensts im sogenannten Krieg gegen den Terror in Afghanistan. Die Anwendung von „Strapazen und Zwang“ (englisch „stress and duress“) gegen Verdächtige sei Normalität.[17]
- Wien/Österreich: Die SPÖ kritisiert die Asylpolitik der österreichischen Bundesregierung.

### Freitag, 27. Dezember 2002
- Grosny/Russland: Tschetschenische bewaffnete Kämpfer, mutmaßlich beauftragt von Aslan Maschadow, steuern einen Lastwagen und einen Jeep in ein Gebäude der von Russland unterstützten tschetschenischen Regierung. Bei der Explosion der in den Fahrzeugen deponierten Bomben sterben 46 Menschen.[18]
- Irak: US-amerikanische und britische Kampfflugzeuge greifen Ziele im Süden des Landes an.
- Nairobi/Kenia: Mwai Kibaki von der Demokratischen Partei erhält bei den Präsidentschaftswahlen über 60 % der Stimmen und wird somit Nachfolger von Präsident Daniel arap Moi von der Afrikanischen Nationalunion, der nach 24-jähriger Amtszeit nicht mehr zur Wahl stand. Bei Unruhen am Vorabend der Wahl kamen mehrere Menschen ums Leben.[19]

### Samstag, 28. Dezember 2002
- Jerewan/Armenien: Der Journalist und Leiter des öffentlich-rechtlichen Fernsehanstalt ARMTV, Tigran Nagdalian, wird durch ein Schusswaffenattentat getötet.

### Sonntag, 29. Dezember 2002
- Nairobi/Kenia: Mwai Kibaki gewinnt bei den Präsidentschaftswahlen.
- Stockholm/Schweden: Im Hauptbahnhof ereignet sich eine Geiselnahme.
- Stromboli/Italien: Der Vulkan Stromboli bricht aus. Ein Teil des Kegelbergs reißt dabei ab.
- Brighton/Vereinigtes Königreich: Teile des 1866 errichteten West Pier brechen in einem Sturm zusammen.
- Tikopia/Salomonen: Der Zyklon Zoe trifft als Kategorie-5 Wirbelsturm auf die Insel. Zeitgleich war er der stärkste Wirbelsturm des Jahres.

### Montag, 30. Dezember 2002

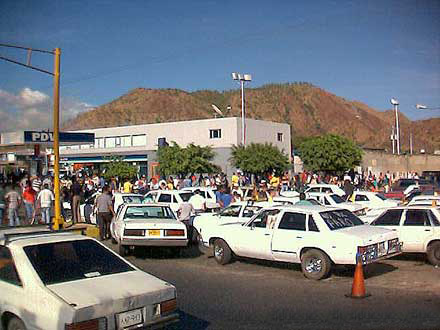
Situation an einer Tankstelle in Venezuela

- Belgrad/Jugoslawien: Eine neue Verfassung tritt in Kraft. Sie legt fest, dass aus der „Bundesrepublik Jugoslawien“ eine Staatenunion werden soll; hierfür ist ein Stichtag Anfang des Jahres 2003 geplant. An diesem soll der Name „Jugoslawien“ abgelegt werden.[20]
- Jemen: Drei US-amerikanische Ärzte werden erschossen.[21]
- Jerusalem/Israel: Das Oberste Gericht bestätigt das Totalverbot der Kriegsdienstverweigerung für Männer. Im konkreten Fall versagten Armeeangehörige bewusst den Einsatz in israelischen Siedlungen jenseits der Grünen Linie.[22]
- Peking/China: Der deutsche Bundeskanzler Gerhard Schröder ist zu Besuch.
- Philippinen: Bei einem Bomben-Anschlag sterben vier Menschen.
- Puerto La Cruz/Venezuela: Das Tankschiff Amazonian Explorer läuft in den Hafen der Stadt ein. Präsident Hugo Chávez reist aus dem 200 km entfernten Caracas an, um die Löschung von 525.000 Barrel (83.000 m³) Benzin zu beaufsichtigen. Wegen des Streiks bei der staatlichen Erdölgesellschaft Petróleos de Venezuela ist Benzin rationiert.

### Dienstag, 31. Dezember 2002
- Moskau/Russland: Die OSZE-Mission in Tschetschenien endet, weil Russland und die OSZE keine Einigkeit über die Befugnisse der OSZE erzielt haben. Der Russisch-Tschetschenische Konflikt begann mit dem Zerfall der Sowjetunion vor über elf Jahren und nach zwei verlustreichen Kriegen möchte Russland keine politische Diskussion um Tschetscheniens Zukunft dulden.[23]
- Nordkorea: Alle Inspektoren der Internationalen Atomenergie-Organisation verlassen das Land.
- Veracruz/Mexiko: Auf dem Markt der Stadt kommt es zu einer großen Feuerwerksexplosion, mindestens 28 Menschen sterben.[24]

## Weblinks

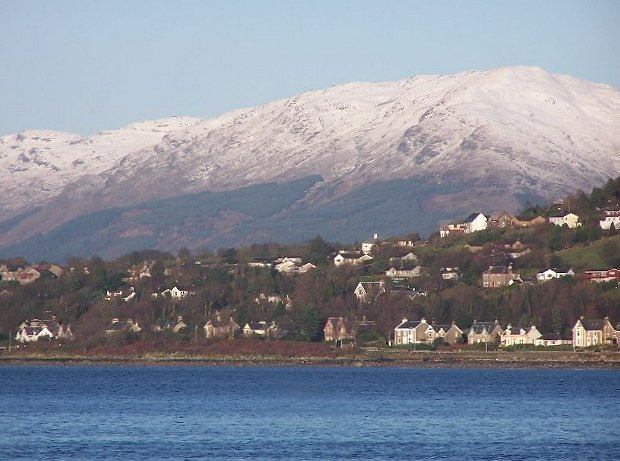
Schottland im Dezember 2002